# تشارلز فلمنج (صحفي)
تشارلز فلمنج (بالإنجليزية: Charles Fleming)‏ هو صحفي أمريكي، ولد في 24 مايو 1955.